# Furcula bicuspis
Furcula bicuspis (tên tiếng Anh: Alder Kitten) là một loài bướm đêm thuộc họ Notodontidae. Nó được tìm thấy ở hầu hết miền Cổ bắc.
Sải cánh dài 30–35 mm. The moths are on wing từ tháng 5 đến tháng 7 tùy theo địa điểm.
Ấu trùng ăn các loài Betula và Alnus glutinosa.

## Hình ảnh

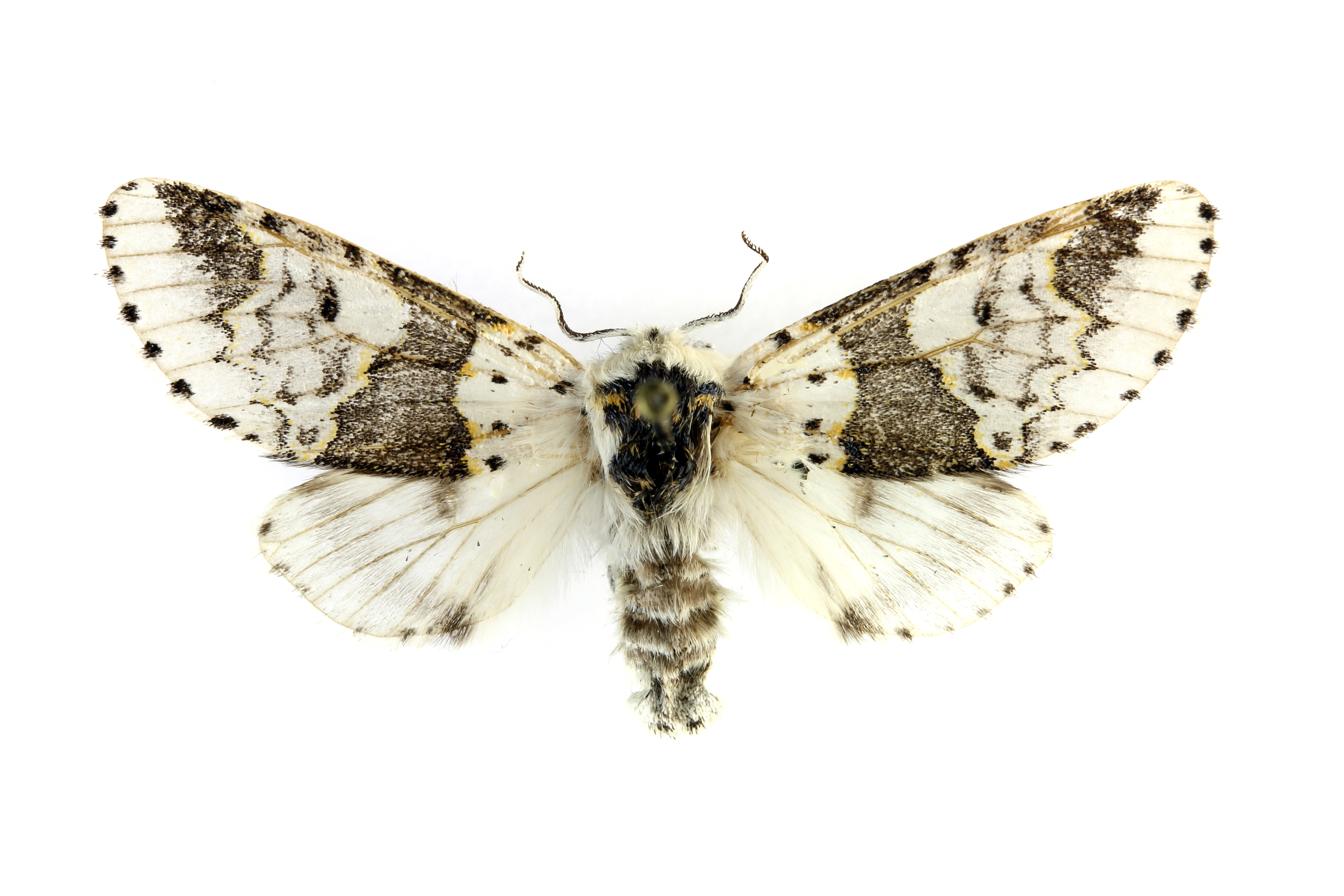
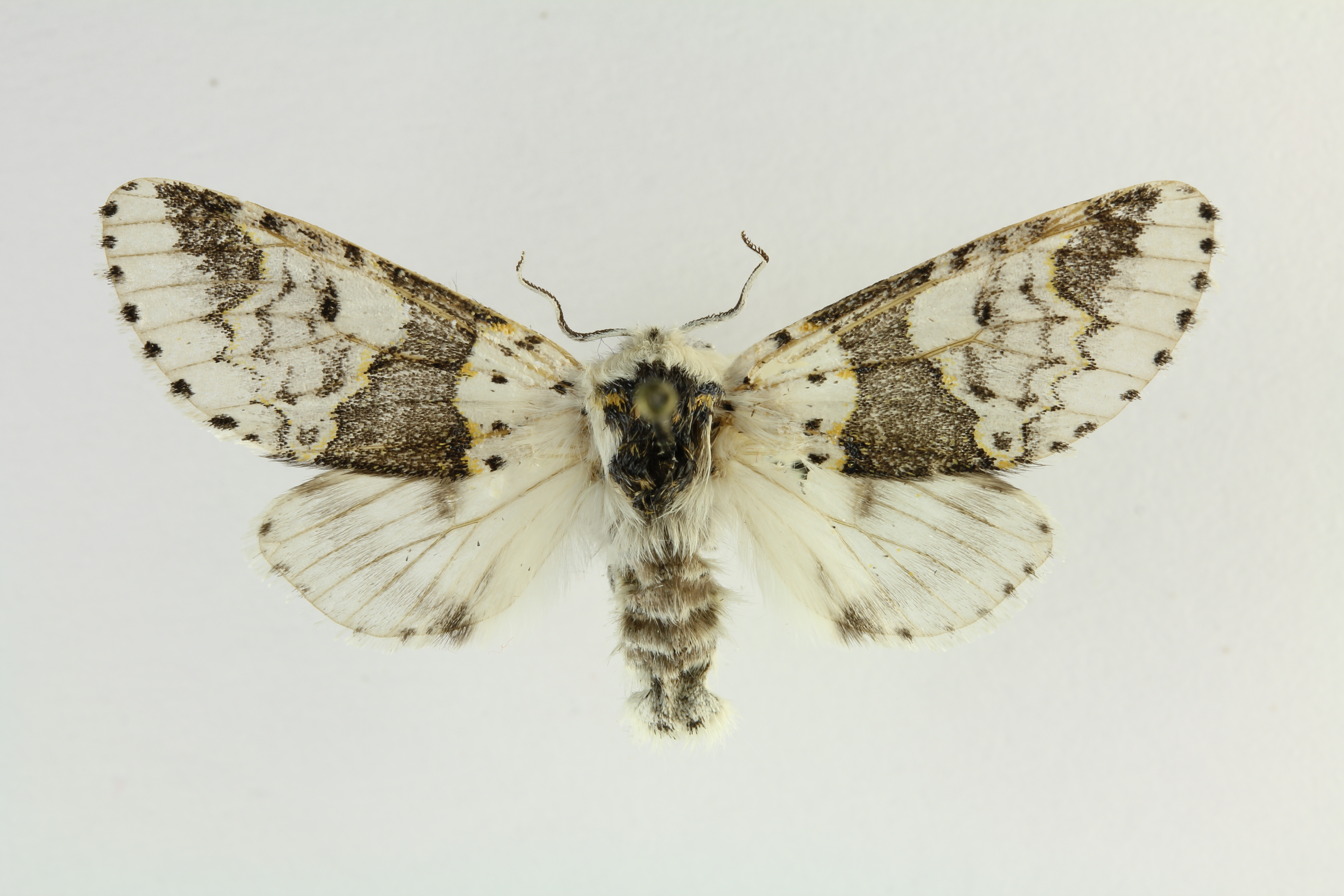
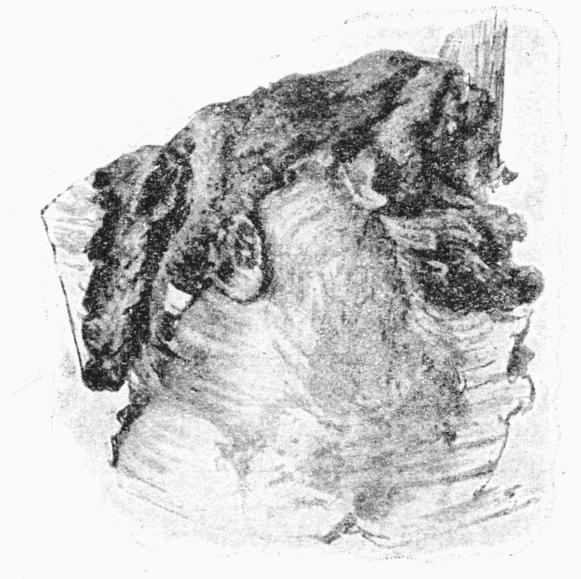
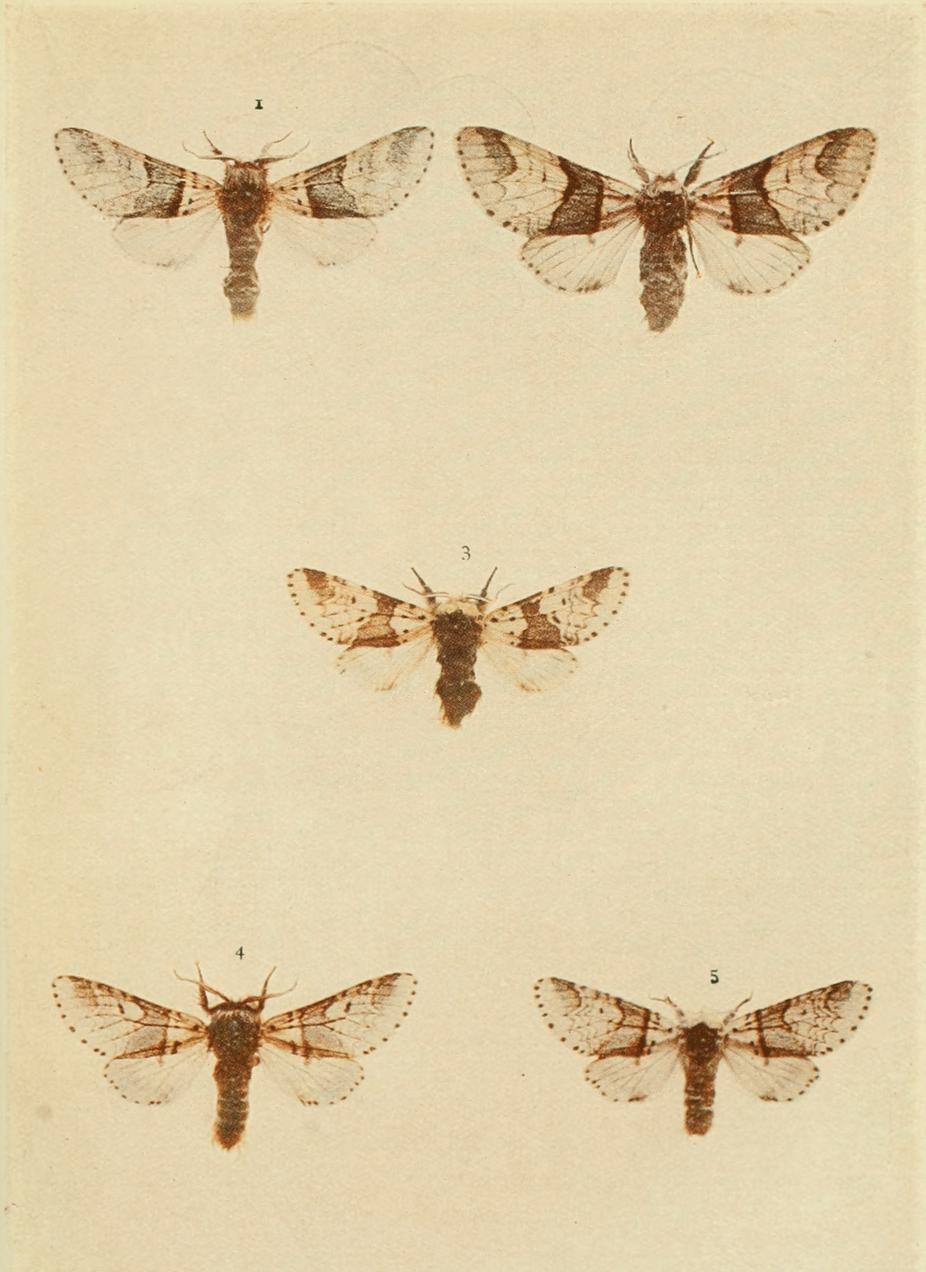